# Ludwik Affa
Ludwik Affa-Stefaniak (ur. 13 sierpnia 1910 w Raciborzu, zm. 15 maja 1977 w Opolu) – polonijny działacz młodzieżowy w Niemczech, pierwszy polski starosta oleski, poseł na Sejm Ustawodawczy (1947–1952).

## Życiorys
Urodził się w rodzinie polskich działaczy. Brał udział w akcji plebiscytowej na Górnym Śląsku. W latach 30. studiował prawo na Uniwersytecie Wrocławskim (ukończył je w 1935). Działał w Związku Polaków w Niemczech, należał do korporacji „Silesia Superior” (był jej prezesem), w 1933 zakładał Związek Akademicki „Piast”, zaś w 1934–1935 Związek Akademików Polaków w Niemczech. W 1939 w obawie przed represjami wyjechał do Polski, a w czasie II wojny światowej ukrywał się na terenie Generalnego Gubernatorstwa pod przybranym nazwiskiem Czesław Stefaniak. W styczniu 1945 znalazł się wśród założycieli krakowskiego Komitetu Obywatelskiego Polaków Śląska Opolskiego i Wrocławskiego. Kierował referatem prawnym Komitetu. W marcu 1945 wojewoda śląski Aleksander Zawadzki mianował go pierwszym polskim starostą oleskim. Urząd sprawował do października 1945. Związał się z powojenną Polską Partią Socjalistyczną, z ramienia której wybrano go w 1947 na posła na Sejm. W 1948 nie przeszedł weryfikacji działaczy przed zjednoczeniem z PPR i nie przystąpił do PZPR.